# Arrondissement administratif d'Eeklo
Pour les articles homonymes, voir Arrondissement d'Eeklo.
L'arrondissement administratif d'Eeklo (en néerlandais : arrondissement Eeklo) est un des six arrondissements administratifs de la province belge de Flandre-Orientale, situés en Région flamande. Il a une superficie de 335,52 km2 et compte 89 465 habitants.
Il fait partie de l’arrondissement judiciaire de Gand, avec l’arrondissement administratif de Gand.

## Histoire
Il est l'héritier de l'Arrondissement d'Eeklo créé sous le Premier Empire en 1803 par fusion de l'arrondissement de Sas-van-Gent en le canton d'Eeklo (cédé par l'arrondissement de Gand), qui cessa d'exister en tant qu'arrondissement français le 11 avril 1814. Lors de la création du nouvel arrondissement, les cantons de Axel, Hulst, Ijzendijke, Oostburg et Sluis situés en Zélande furent cédés aux Pays-Bas, impliquant une perte de 37 communes et quelque 37.000 habitants.
En 1927 des territoires des communes de Kluizen, Ertvelde et Zelzate furent cédés à l'arrondissement de Gand dans le cadre de l'extension du port de Gand. 
En 1977 la commune d'Ertvelde fut entièrement transféré à l'arrondissement de Gand.

## Communes et leurs sections
Communes
- Assenede
- Eeklo
- Kaprijke
- Maldegem
- Saint-Laurent (Sint-Laureins)
- Zelzate

Sections
- Adegem
- Assenede
- Bassevelde
- Boekhoute
- Eeklo
- Kaprijke
- Lembeke
- Maldegem
- Middelburg
- Oosteeklo
- Saint-Jean-in-Eremo (Sint-Jan-in-Eremo)
- Saint-Laurent (Sint-Laureins)
- Sainte-Marguerite (Sint-Margriete)
- Waterland-Oudeman
- Watervliet
- Zelzate

## Démographie
- Source:Statbel - De:1806 à 1970=recensement de la population au 31 décembre; depuis 1980= population au 1er janvier[1]